# Религия в Руанде

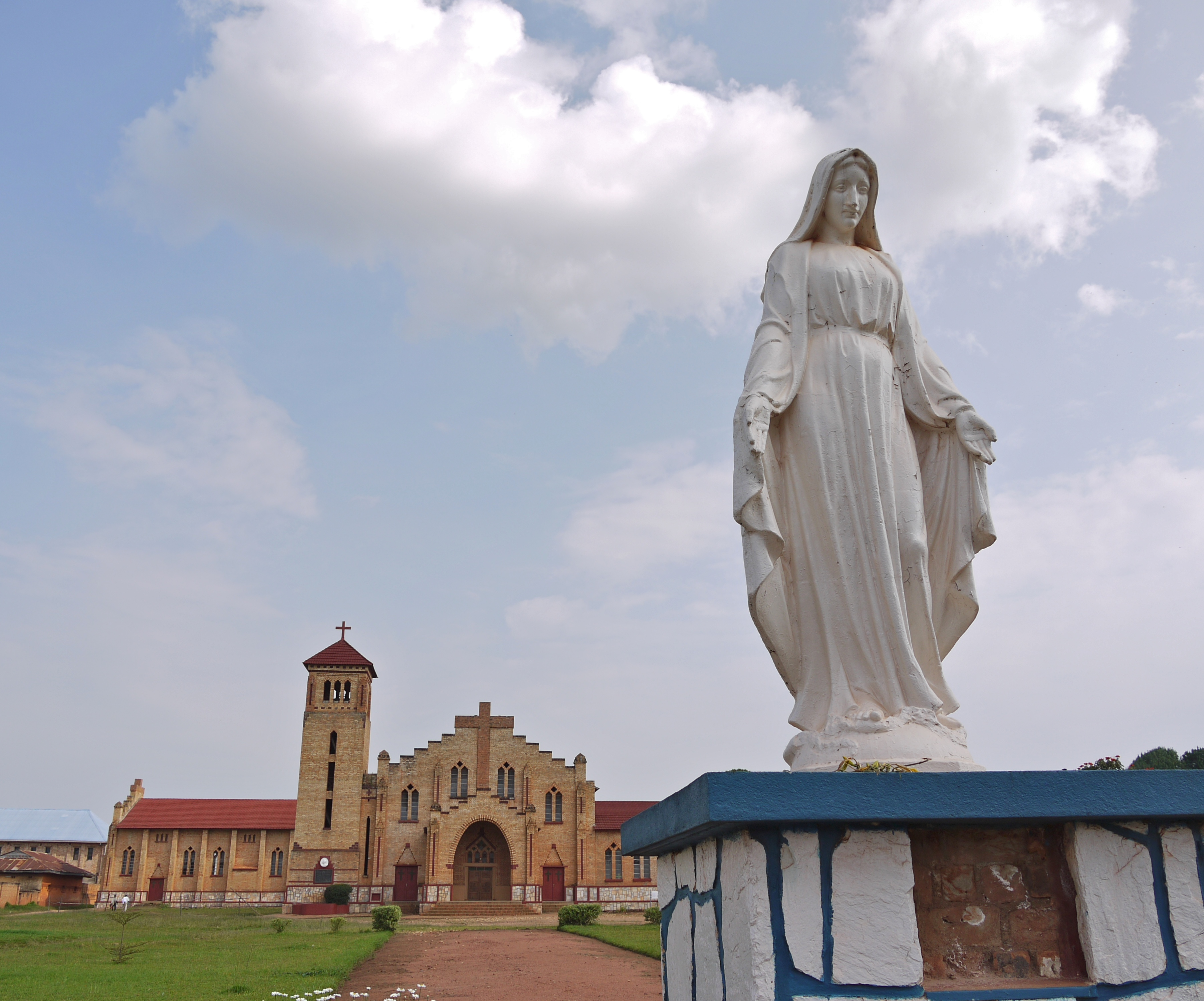
Христианская церковь в Бутаре

Республика Руанда — светское государство, не имеющее государственной религии. Конституция страны защищает права граждан выбирать или менять свою религию и запрещает дискриминацию по религиозному признаку. Несмотря на принцип светскости, прописанный в конституции (статья 1), при вступлении в должность президент страны, государственные министры и члены правительства, старшие офицеры армии, судьи верховного суда, генеральный прокурор и некоторые другие высшие чиновники обязаны произнести клятву, которая заканчивается словами: «И да поможет мне Бог».
Большинство жителей Руанды (93,4 %) исповедуют христианство.

## Христианство

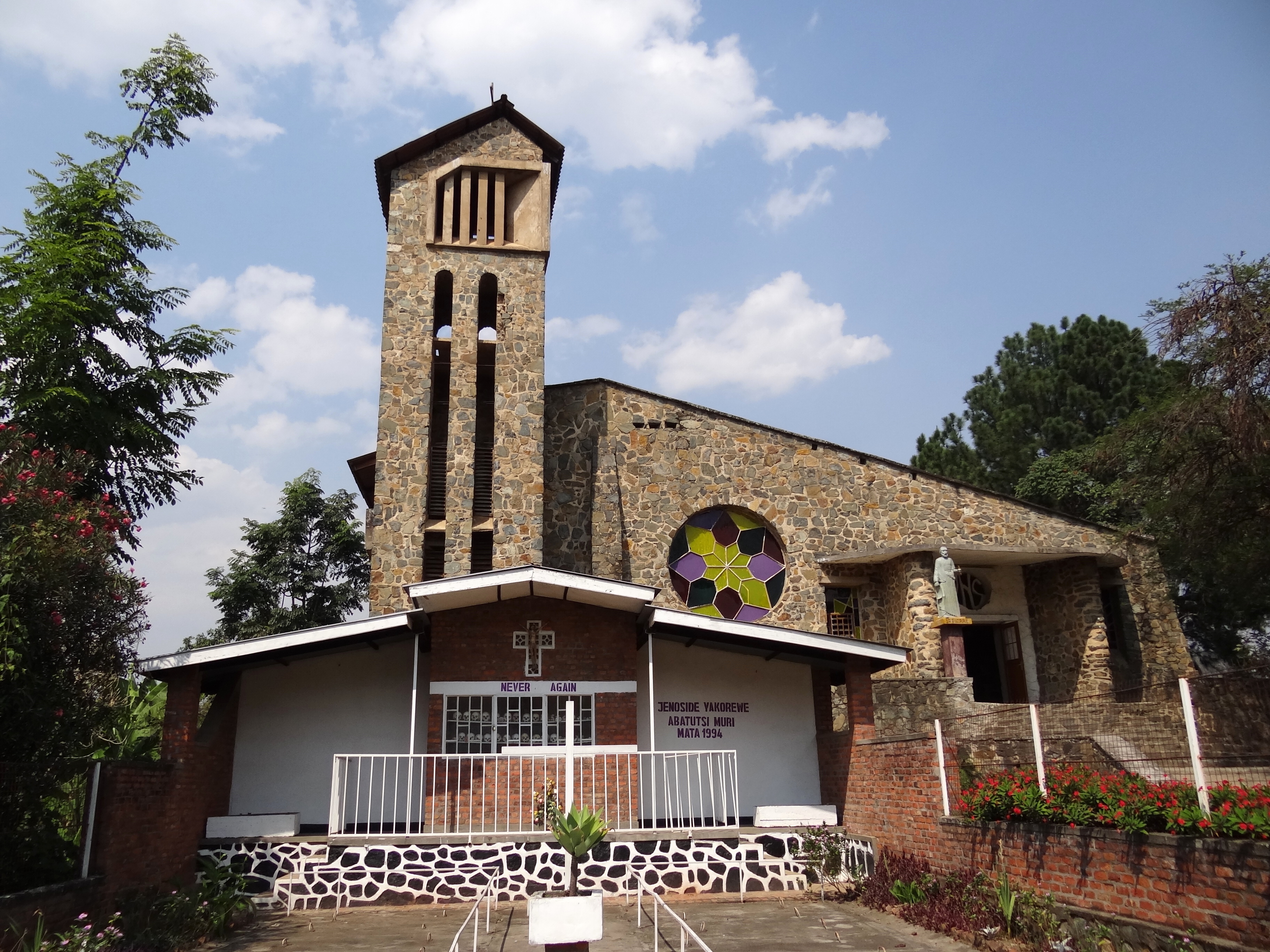
Христианская церковь в Кибуе

Первыми христианскими миссионерами на территории Руанды были сотрудники католического общества Белых отцов, которые прибыли в регион в 1889 году. 
В первой половине XX века на территорию Руанды также прибывают миссионеры из протестантских церквей — лютеране, адвентисты, пресвитериане, англикане. С 1938 года в Руанде действуют баптисты, с 1940 — пятидесятники.
В 1960 году доля христиан в населении Руанды составила 28%, к 1980 года эта цифра выросла до 62%. В 2000 году в стране действовало 7,6 тыс. христианских церквей, принадлежащих 35 различным христианским деноминациям.
В 2010 году численность христиан Руанды достигла 9,92 млн. Католическая церковь объединяет 5,26 млн жителей страны; самыми крупными протестантскими конфессиями являются англикане, адвентисты и пятидесятники (более миллиона верующих каждая).
Христианство в стране исповедуют большинство хуту, тутси и нколе, а также живущие в Руанде англичане, французы, бельгийцы, часть арабов. Среди пигмеев тва доля христиан составляет лишь 9%.

## Ислам
Ислам присутствует на территории Руанды с начала XX века. В 1913 году в стране была построена первая мечеть. В 1964 году власти Руанды признали Ассоциацию мусульман в Руанде. После геноцида 1994 года пресса сообщала о массовых переходах руандийцев в ислам. В 2001 году шейх Салих Хатегекимана утверждал, что мусульмане составляют 18 процентов населения Руанды; газета Нью-Йорк Таймc оценивала долю мусульман в 15 %; Вашингтон пост в 14 %. Однако данные цифры не нашли подтверждения в ходе последующих исследований. В ходе всеобщей переписи населения в 2002 году мусульманами назвали себя лишь 1,8 % жителей Руанды; такую же цифру содержит отчёт исследовательского центра Pew Research Center на 2010 год. По оценке Всемирной христианской базы данных в 2010 году мусульмане составляли 4,8 % жителей Руанды.
По этнической принадлежности большинство мусульман — арабы и суахилийцы. Все они являются суннитами и придерживаются шафиитской правовой школы. Среди живущих в Руанде индийцев есть шииты-исмаилиты и сунниты-ханафиты. Ислам в Руанде — единственная «городская» религия страны; свыше 60 % мусульман являются горожанами. Треть мусульман Руанды проживает в городе Кигали. Значительная часть мусульман проживает в Восточной провинции.

## Местные верования
Доля сторонников местных автохтонных верований неуклонно снижается. Согласно Всемирной христианской базе данных, в 2010 году местных верований придерживались 3,3 % жителей Руанды. В основном, это представители народов тва; жители отдалённых сельских поселений, преимущественно в Северной провинции. Частью местных верований является анимизм и культ предков.

## Другие религиозные группы
В 1953 году из Уганды в страну прибыла группа бахаи. В 1972 году было сформировано Национальное духовное собрание Руанды. Согласно Всемирной христианской базе данных в 2005 году в Руанде проживало 19 тыс. бахаистов.
Среди проживающих в Руанде евреев есть сторонники иудаизма; все они — иностранцы. Живущие в Руанде гуджаратцы исповедуют индуизм (500 человек). 
Доля неверующих составляет 0,2 %.